# 風雲頂
在約翰·羅納德·魯埃爾·托爾金（J.R.R. Tolkien）的奇幻小說世界中土大陸中，風雲頂（Weathertop）是伊利雅德（Eriador）境內的一座小山，是風雲丘（Weather Hills）最高且最南端的山。
風雲頂於辛達林語（Sindarin）中被稱為阿蒙蘇爾（Amon Sûl，又譯阿蒙蘇、蘇爾山），意思是「風的山丘」（Hill of Wind）。在北方王國亞爾諾（Arnor）的歷史上，風雲頂佔有頗重要的地位。因為風雲頂曾是王國的重要前線要塞、一枚真知晶石（Palantír）的存放點及幾場重要戰役的發生處。

## 地理位置
風雲頂位於伊利雅德境內，座落於東方大道（ Great East Road）以北，地處布理（Bree）與米塞塞爾橋（ Last Bridge）之間。

## 歷史
在風雲頂上，努曼諾爾人曾建立了高大宏偉的瞭望塔，但至第三紀元末高塔已經只剩下一片頹垣敗瓦。確切建立塔樓的日期可追溯至第二紀元3320年，是努曼諾爾人逃離帝國的末日之後不久。七枚真知晶石分散各地，其中北方最大、最有力量的晶石就被置於風雲頂的瞭望塔中，放在一張黑色大理石圓桌的凹陷上，主要用作聯絡剛鐸（Gondor）用。
最後聯盟戰役期間，伊蘭迪爾（Elendil）在風雲頂的瞭望塔上等待吉爾加拉德（Gil-galad）的來臨，出發攻打魔多的敵人。 
第三紀元861年，亞爾諾分裂成為三個小王國，結果位處邊境之間的風雲頂變成了爭議地帶，三個王國都聲稱自己擁有阿蒙蘇及當地晶石的控制權。雅西頓（Arthedain）為阿蒙蘇的實際佔領者，並派兵看守及保管真知晶石。魯道爾及卡多蘭（Cardolan）都覬覦風雲頂，爭議遂日後化為三個王國之間的衝突。 
在1356年，魯道爾 （Rhudaur）已淪為山地人和邪惡的控制下，聯軍安格馬（Angmar）攻擊風雲頂，雅西頓的亞瑞吉來布一世（Argeleb I ）在防禦戰中被殺。其子亞維力格一世（Arveleg I ）擊退敵軍，並防衛了風雲頂許多年。1409年，安格馬再度突襲北方王國，卡多蘭被消滅、風雲頂被敵人大軍圍困，亞維力格陣亡，阿蒙蘇爾瞭望塔也被燒成白地。儘管阿蒙蘇爾瞭望塔傾覆了，但是阿蒙蘇爾的晶石被救出，遷到首都佛諾斯特 （Fornost）。
1409年的戰役過後，阿蒙蘇就開始淡出北方王國的歷史，殘存遺跡漸化為瓦礫，雜草叢生。路過的北方遊俠有時會在該地休息。3018年10月3日，灰袍巫師甘道夫（Gandalf）在這裡被戒靈圍攻。山頂上發生了一場大戰，甘道夫逃走，留下了一些提示給稍後來到的佛羅多（Frodo）與亞拉岡（Aragon）等人。3日後來到的亞拉岡解讀了暗號，並留宿在風雲頂的西側。當夜五位戒靈襲擊了他們，但敵人遭到擊退而未能得逞。可是佛羅多卻被巫王的魔窟劍（Morgul-blade）所重創，結果一行人短暫逗留後便匆匆離開風雲頂，趕往瑞文戴爾（Rivendell）。
風雲頂在之後沒有再佔重要地位，也不清楚重聯王國（Reunited Kingdom）有沒有把阿蒙蘇高塔重建。

## 改編描述
在1978年雷夫·巴克西的動畫版《魔戒》，以及2003年彼得·傑克遜（Peter Jackson）執導的《魔戒電影三部曲》都有出現過風雲頂。
在2012年上映的魔戒前傳電影《哈比人：意外旅程》裡，風雲頂是阿索格（Azog）部下剛達巴半獸人與座狼的聚會場所。

## 資料來源
1. ↑  Tyler, J. E. A. . . Thomas Dunne Books. 2004. ISBN 0-312-31545-7.
2. ↑  Foster, Robert. . Random House. 1978 [1971]. ISBN 0-345-27547-0.
3. ↑  《精靈寶鑽》 2002年 聯經初版翻譯 P.418 《魔戒與第三紀元》 第26項注解
4. 1 2  《未完成的故事》"The Palantíri" P. 413：「... Amon Sûl, whose Stone was held to be the chief of the Northern palantíri, being the largest and most powerful and the one through which communication with Gondor was mainly conducted...」
5. ↑  《未完成的故事》"The Palantíri" P. 411：「...certainly the Stones of Osgiliath and Amon Sûl, were much larger ... standing on low round tables of black marble in a central cup or depression...」
6. ↑  《未完成的故事》"The Palantíri" P. 413：「The Kings of Arthedain, who were plainly those with the just claim, maintained a special warden at Amon Sûl, ...」
7. ↑  《未完成的故事》"The Palantíri" P. 413：「After the destruction of Amon Sûl by Angmar in 1409 both Stones were placed at Fornost, where the King of Arthedain dwelt.」"both stones"指阿蒙蘇與阿努米那斯的兩枚晶石。
8. ↑  《魔戒》 第二部第2章 愛隆會議
9. ↑  《魔戒》 第一部第11章 黑暗中的小刀